# 手枪

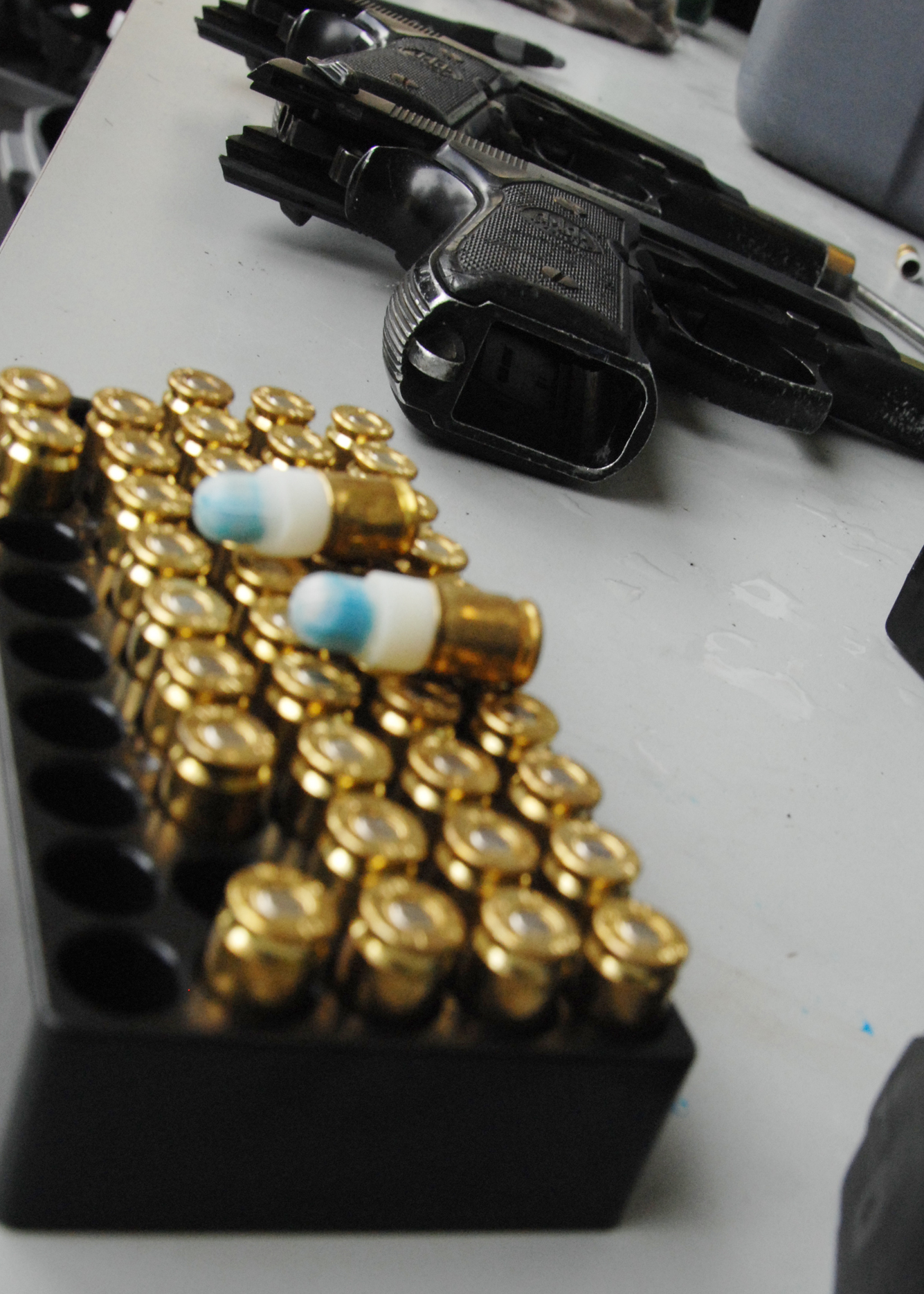
9毫米手槍和訓練用的子彈

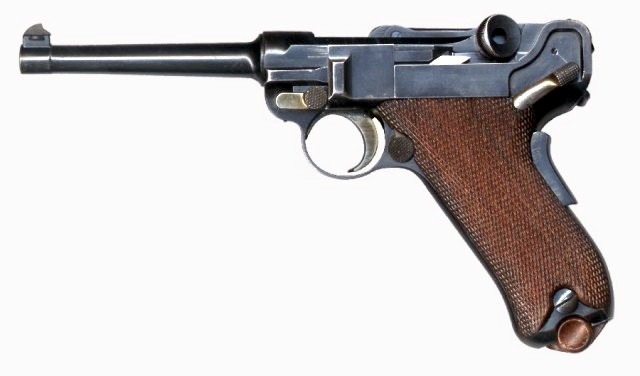
著名的魯格P08手槍。

手槍（英語：handgun）舊時也稱手铳、拳銃，是一类可以单手持握进行射击的小型短管輕兵槍械，多用於近戰和自衛，发射穿透力和停止作用都远低于步枪弹的手枪弹，一般有效殺傷距離不超过50（160英尺），实际常用距离不超过20（66英尺）。现代手枪大多是连发枪械，最常见的主要是半自动手枪和转轮手枪，除此之外还有以多管德林加手枪为代表的较为小众的袖珍防卫手枪。与需要双手持握并抵肩操作的长管枪械相比，手枪更易于隐蔽携带，而且更适合在不利于施展活动的狭窄空间内使用，但射击的精准度和抗拒后坐力的稳定性都大大逊色。
在實際應用中，手枪大多由执法人员和保镖執勤時配帶，主要用来针对无武装或仅具有低程度武装（携带冷兵器或火力较弱的手枪与单发枪械）的无护甲目标并威慑其服从，以便实施逮捕或逼迫其退避。在軍隊中，手槍一般除了配發軍官等具有指揮职务的管理人員外，大多都由空軍飛行員、海軍艦艇警衛、特種部隊、憲兵等作为副武器配帶，攜帶的目的也並非击杀目標，而是便於近距离自卫或压制目標为安全脱身撤离创造机会。

## 定義

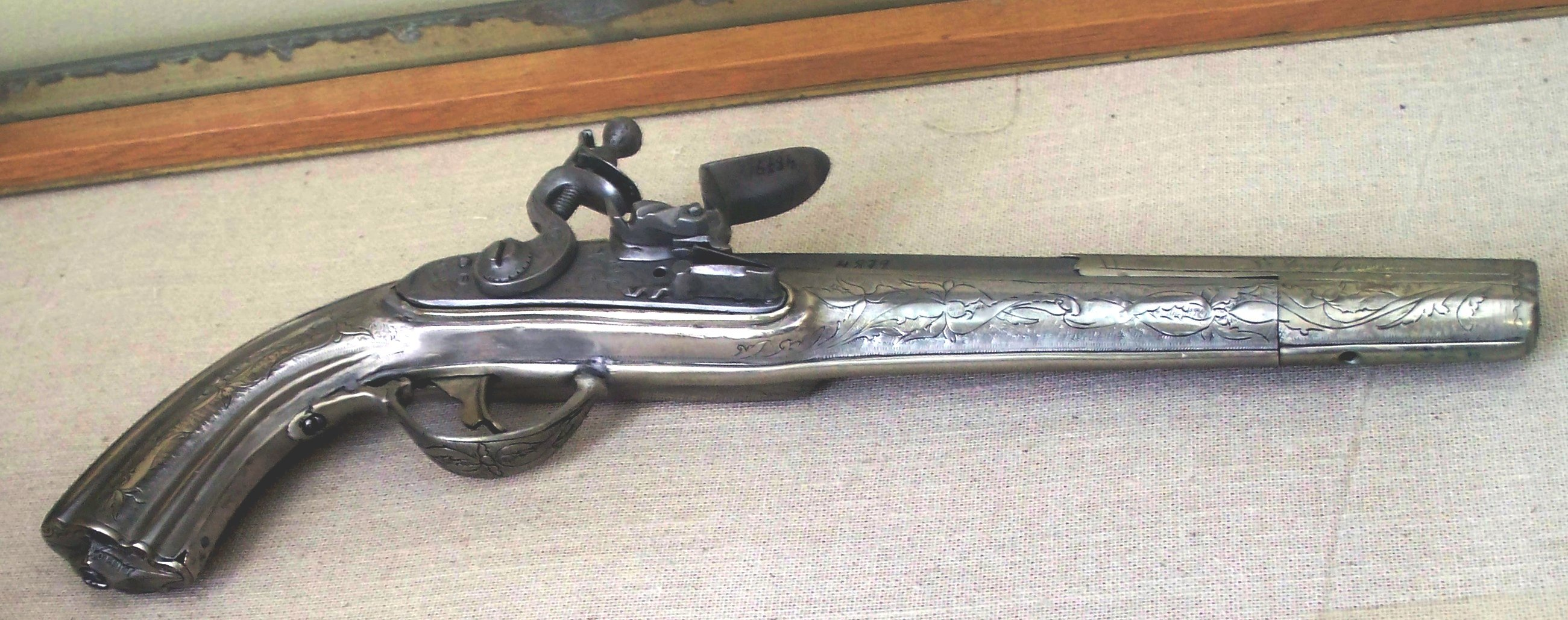
1821年希臘革命時用的手槍。

### 近代
一般來說，手槍被定義為由單手握持，並且不設固定槍托的短槍和區別於其他有槍托的長槍。

### 古代
用來稱呼室內戰用的短槍。

## 子彈
除了冲锋枪以外，當代一般手槍不和长管枪械共用子彈。只有小部分現代步枪能夠發射手槍子彈，如由衝鋒槍加长枪管改造的半自動步槍、凸缘底火步枪以及手枪口径卡宾枪。反之只有極少數單發手槍和手動手槍能夠發射步槍專用的高初速子彈（通常指初速在音速兩三倍的彈型），而在常規設計的手槍要發射大威力的子彈將相當龐大笨重。
手槍專用子彈的特點是，雖然口徑多較大但發射粗短的圓頭子彈，彈殼也較步槍子彈短小，初速一般為亞音速至跨音速，所以能量反而較小口徑步槍子彈低很多，槍口動能通常在數百焦耳級的，而自衛或近距離射擊競賽的彈（如.22 LR）常在百多焦耳級。
手槍彈使用的是顆粒很小的火藥發射，追求很高的表面积体积比，以適應在短小的槍管內完全燃燒。
一般手槍因為單手很難瞄準，通常射程較理論上的子彈的有效射程近得多，普通人在承受心理压力的情况下通常只可以保证擊中數米內的目標，但如果使用槍托或掩護物承托的話，可以擊中數十米外的目標。
形狀上分為底部有圓邊的有底緣子彈，和底部和彈殼直徑相似的無底緣或半底緣子彈。前者適合在左輪手槍上防止彈藥從轉輪前方漏出並減輕發射時火藥氣洩漏，後者主要為了自動手槍上容易被退出彈殼。原則上左輪可以用無底緣或半底緣子彈，但需要有防止從前方漏出的彈夾。而在半自動手槍通常不適合有底緣子彈，也有少數例外如沙漠之鷹或史密斯威森M52型等。
還有少部分外觀和步槍子彈相似的瓶狀子彈，以發射高初速的特制手槍子彈，適合於某些大威力的（例如「馬格南」）手槍或個人防衛武器。

## 分類
從結構分类上，常见的现代手枪主要分为轉輪手槍、半自動手槍、單發手槍、多管手槍四類，而前两者占了绝大多数。絕大部分手槍在機能上都屬於连发单射，即可以預先向枪内安裝多發子彈，但每次按動扳機只会發射一次。能够持续射击的全自动手枪也称机关手枪。
從用途上，手枪又可以分為自衛手槍、戰鬥手槍、狩獵手槍、競賽手槍、特種手槍、工藝禮品手槍、衝鋒手槍。

### 按构造设计分类
- 单管（single-barrel）
  - 单膛室手枪（pistol）

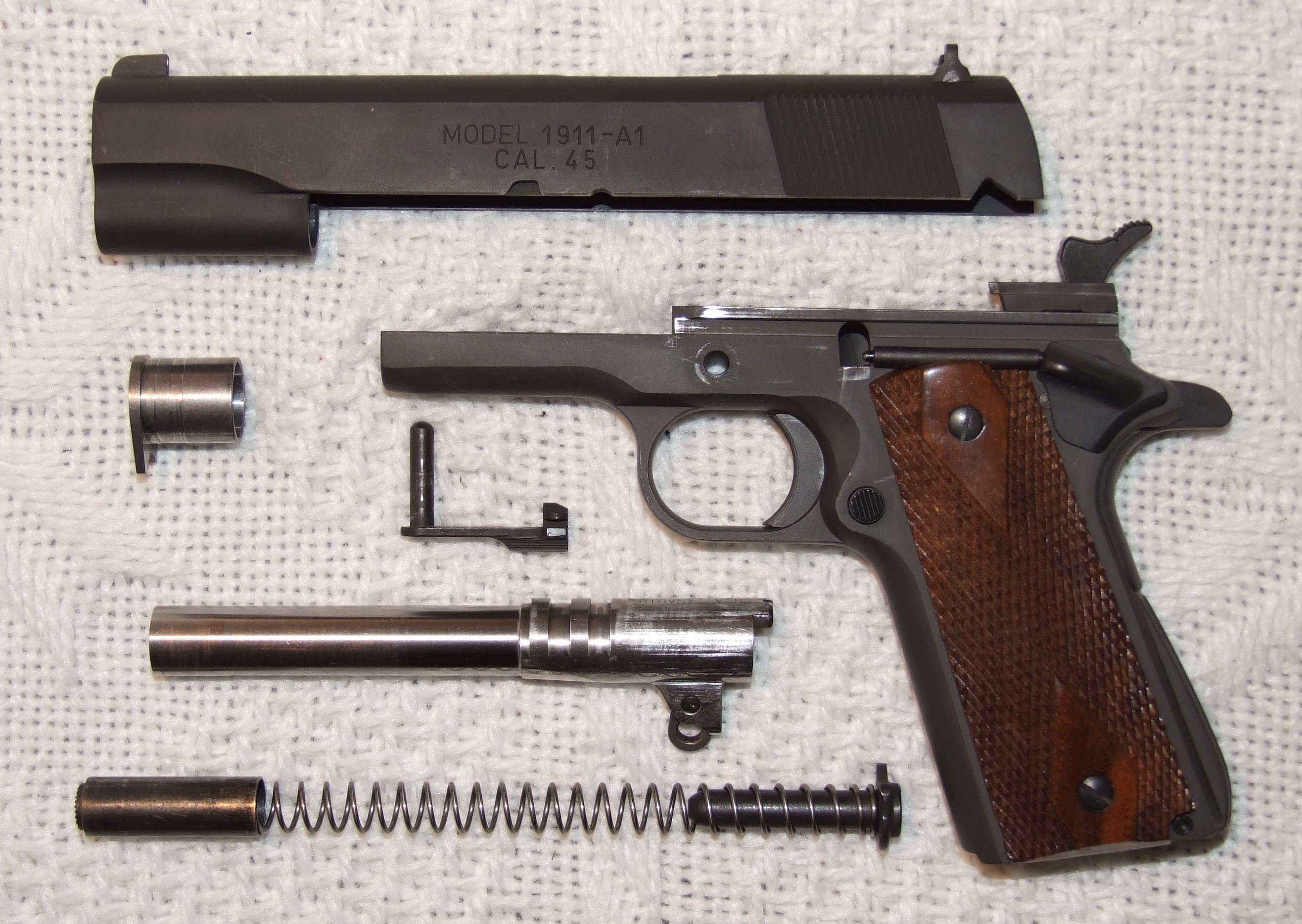
M1911手槍的分解图片

    - 前膛手枪（muzzle-loading pistol）
    - 后膛手枪（breech-loading pistol）
      - 单发手枪（single-shot pistol）
      - 连发手枪（repeating pistol）
        - 手动手枪（manual pistol）
        - 自动装弹手枪（self-loading pistol）
          - 半自动手枪（semi-automatic pistol）
          - 全自动手枪（automatic pistol）／机关手枪（machine pistol）

  - 多膛室手枪（multi-chambered handgun）
    - 转轮手枪（revolver）
    - 前装转轮枪（pepperbox revolver）
- 多管（multi-barrel）
  - 德林加手枪（derringer）
  - 转管手枪（pepperbox gun）
  - 多管手枪（multi-barrel pistol）

### 按用途分類
而從大小和用途上分類，「自衛手槍」一般全長在100至180毫米及重量在300至700克內，而小到可以隱藏在普通的衣服內，對長約150毫米以下重約500克以下的超小型手槍，稱為「袖珍手槍」，發射較低威力的亞音速手槍的中小口徑子彈，因為如果採用轉輪手槍構造，全長比自動手槍長，所以一般自衛手槍多是半自動手槍，間有採用單發手槍。
「戰鬥手槍」是中型或大型手槍，一般全長在170至250毫米及重量在600至1200克內，使用威力較大的亞音速至跨音速手槍中至大口徑子彈，通常給軍警配戴在制服外的槍套內，軍用通常為半自動手槍，警隊較多裝備轉輪手槍，直到上世紀末開始有較多國家開始把半自動手槍配發給警員使用。
值得注意的是尚有一些特大型的手槍，重量超過1500克，長度超過250毫米，適合連發或發射大威力的子彈，類似被截短槍管並除去了槍托的卡賓槍。除滿足收藏家或槍迷而開發外，更因為某些地區或國家的法令，限制了平民持有步槍甚至軍警在某些任務中使步槍所致。這類槍械在實射時經常要用雙手握把，故一般認為合理的手槍的質量在1200克以下。
反之短於100毫米和輕於300克的手槍，因為瞄準的困難和不能吸收子彈的後座力，故也被認為無法安全地發射，也只允用極低火力的彈藥(如.22 BB)，所以而現在鮮有生產。

## 非主流手槍
手槍在機能上的少數派中僅全自動手槍可以連發，還有同樣少數單發手槍每次只能預先安裝一發子彈，另外有更少數的手動手槍。
全自動手槍一般結構和半自動手槍相似，在結構上同為廣義的「自動手槍」，都有使用後座力完成退殼上再裝填的過程，前者只要按著扳機就會可連發，因此又稱為衝鋒手槍。半自動手槍則只是一種多響單發式手槍。有些衝鋒手槍甚至與其外觀相似或直接從半自動手槍改造。
單發手槍是無內部供彈具的手槍，單發手槍雖然不方便，可是其簡單堅固和較高的精度，而常成為射擊競賽的專用手槍。而因為其構造簡單所以能做得比使用同級火力子彈的其他手槍更為小巧，因此常成為暗殺的道具。同樣因為其簡單所以適合發射較大威力的槍彈供狩獵使用，在十九世紀發明的單發狩獵手槍（Howdah pistol）。
手動手槍是雖然可以預先安裝多發子彈，但要雙手一起才能完成裝填和退殼。其中一個原因是為了發射大威力的彈藥而又避免過多槍管，如使用步槍子彈的美國雷明登XP-100狩獵手槍的後期型，或者早期的機械連珠式手槍等，有內置彈倉或可拆式彈匣但需手動退殼再裝填。此外有固定滅聲器的半自動手槍，因為使用減装火藥的子彈，往往仍需要手動完成退出和再填装程序。
狩獵手槍和衝鋒手槍通常都在全長200至300毫米、重量1000至2000克間的大型手槍，接近適合單手握持的尺寸上限，為了提供強大火力，多數需要使用槍托才能準確射擊。狩獵手槍大都發射專用的超音速子彈。衝鋒手槍則指全自動手槍，主要供特種作戰和非前線士兵作自衛用途，使用和半自動手槍相同的子彈，大型的衝鋒手槍和小型的衝鋒槍較難從外觀上作分別。
工藝禮品手槍和競賽手槍是由槍匠手工制作的精美藝術品式的武器，工藝禮品手槍通常價格高昂，一般以量產型手槍為藍本，主要是用作授勳給將領的獎品，或者供一些收藏家私人收藏。競賽手槍則視乎比賽性質規例和射手要求而設計訂造，或從量產手槍中挑選高質量的作改造，或較工藝禮品手槍平而的復刻版以精度著名，但不適合現代戰爭需要的舊式手槍。還有一類較低價的小口徑大眾化射擊訓練用手槍，雖然是量產型但制作品質很高，常被稱為射靶手槍或運動手槍，如柯爾特護林者手槍等。
特種手槍主要指經過改裝或特別制造的手槍，最常見是特種作戰和恐怖或間諜活動的武器，也是占士邦電影的常客，如加裝了消音器的微聲手槍，把外表做成其他物品的偽裝手槍，其中較有知名度的首推匕首槍，即類似故事中的槍刃的槍械。還有是把狩獵手槍加裝了槍托和瞄準鏡，在特殊場合內代替卡賓槍作中近距離準確射擊用途。最近更出現了水下手槍，包括德國的HK P11手槍和俄國的SPP-1水下手槍等型號。

## 備用槍
在戰場上，因主力槍缺彈或故障等問題而無法使用，槍手要安全退出戰場時，備用槍可作自衛之用途。一般來說，備用槍的火力比主力槍低一個級別。而且體積輕巧。雖然備用槍增加了槍手金錢上和時間上的成本，但易於隱藏在身體之上的特點可以對敵人攻其不備，可以視為打擊敵人的秘密武器。容易隱藏在身上的手槍包括COP 357德林加手槍，又稱掌心雷，以及奧地利格洛克公司的格洛克42手槍。

## 歷史

### 早期

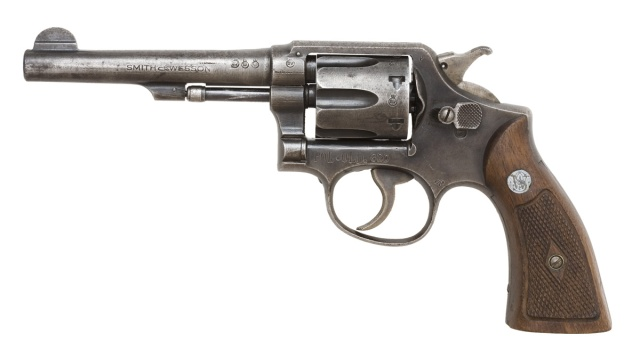
史密夫威信军警型左轮手枪

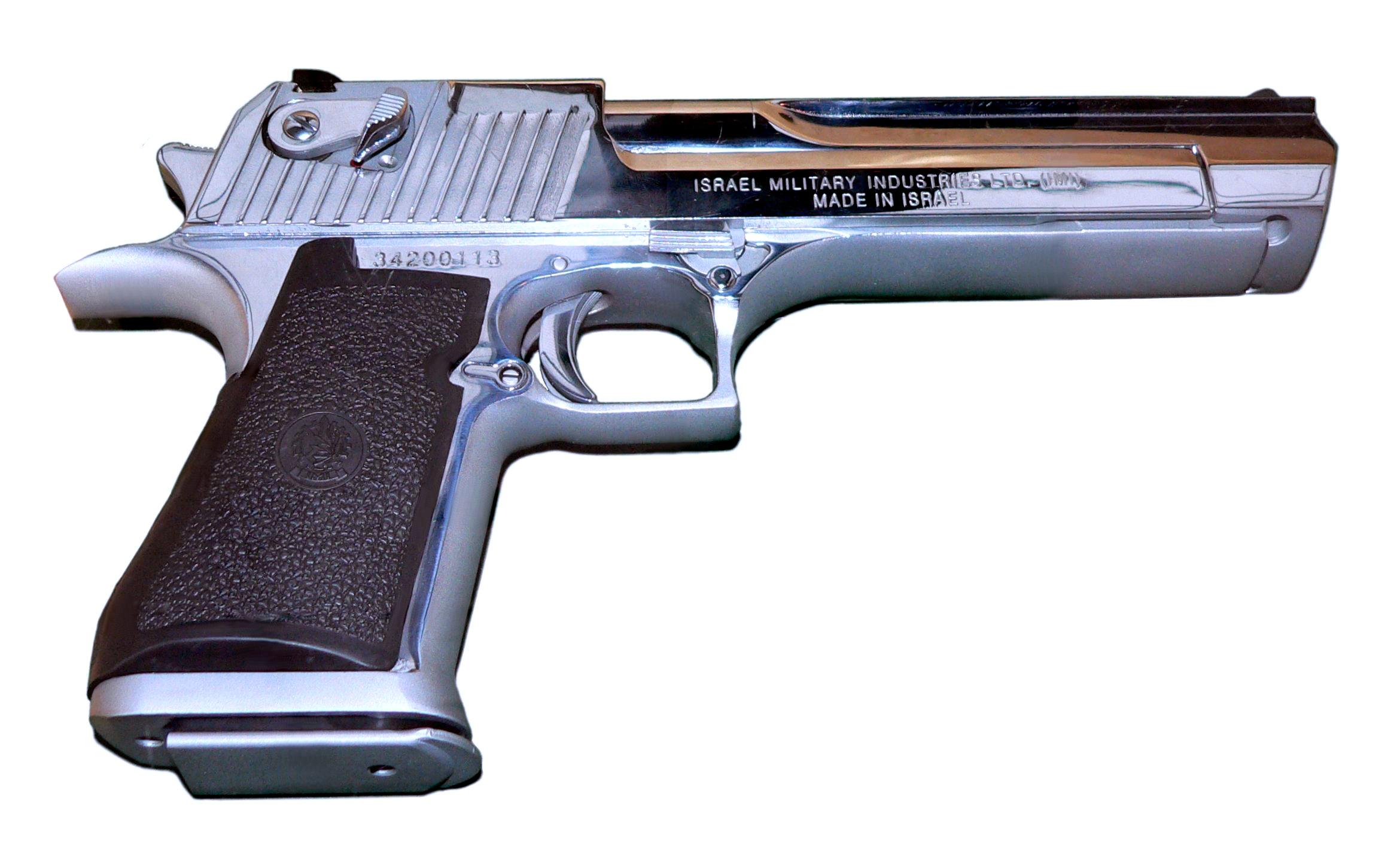
沙漠之鷹半自動手槍

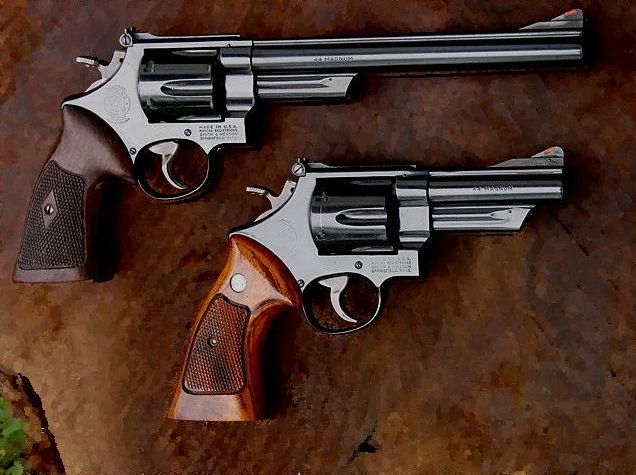
史密斯威森M29左輪手槍

早期手槍歷史和一般槍械史重複，都經歷了由蒙古首先發明的火門手槍（手銃）階段，和經過了使用火繩槍到輪發槍與燧發槍等。之前的手槍幾乎全部是單發手槍，及後進入與近代外觀相似的轉輪手槍的歷程。當到了十九世紀中當線膛步槍成熟時，因為手槍先天是被用作單手射擊，所以射擊的誤差主要是因為射手的瞄準失誤所致，因而被認為不適合於作戰，可是手槍不論在戰場和其他崗位都找到了適當的位置。
因為手槍威力較少，正好成為警察維持的治安武器。在南北戰爭爆發後，大量沒有受過正規訓練的民兵和遊擊隊加入戰鬥以暗藏的手槍接近敵人作近距離發射用途。而在普法戰爭時手槍已發展成為能發射金屬子彈的小型武器。

### 近代
到十九世紀末出現了半自動手槍，當時轉輪手槍的結構已經很完善，甚至著名的步槍和轉輪手槍設計師，如韋伯利和毛瑟等都投入了半自動手槍的設計，並獲得所在國的軍隊採用，但當時的半自動手槍並未獲得廣泛的使用。而因為步槍的發展至發射專用彈藥時，手槍亦開發了其專用彈藥。
在二十世紀初半自動手槍突然發展迅速，到一次大戰時的塹壕戰中，手槍的地位才完全被確定，當時的步槍需要以手動方式完成復進過程，而且尺寸過大不便在狹小的壕溝中戰鬥使用，手槍是唯一一種在一戰初期可短時間發射的個人槍械，其時因為半自動手槍重新裝彈較易而佔上風，並且出現了衝鋒手槍。直到一次大戰末期衝鋒槍和霰彈槍，甚至有使用火焰噴射器作為塹壕戰武器，才稍為降低了手槍的作用。
二戰時期，在衝鋒槍、機槍、半自動步槍的普及下，手槍成為了軍官及非前線人員的自衛武器或副武器，經過了韓戰及越戰，這种情況甚至一直維持到現在。
在冷戰時期開始有不少由恐怖分子都有軍隊級裝備和訓練，來進行恐怖或間諜活動，所以除了一部分本身兼有特工性質的部門（如美國聯邦調查局或蘇聯克格勃）外，也開始在警察中挑選一些精英，接受超過普通警隊戰鬥訓練成立了制度化的特警隊，並開始把衝鋒手槍、滅聲手槍等非常規手槍作為可以選擇的配備。

## 使用要點
- 手槍基本特性

手槍的相對威力不算十分大的熱兵器。如果以實戰射程論通常僅在數米內，可這是不過因為沒有槍托和不便雙手握持，又因為太輕不足以重量吸收後座力和瞄準基線很短。所以射程短是因難以瞄準而不是絕對威力極小，流彈的危險區可達一百至數百米遠的，絕對威力只要命中要害仍然足以致命的。
而手槍子彈的「最大射程」常超過一公里。如果手槍子彈改由廣義的長槍發射，常可殺死或重傷百米內的人。
- 適合的使用者

沒有經過正統槍械訓練而使用時，則對使用者和其他人造成莫大危險，實際上訓練一個生手使用手槍所花的時間和心力遠比長槍為大的。
首先，使用者必需擁有非常大的握力和腕力去對抗發射時所產生的後座力。其次，使用者需有良好的心理質素去面對發射時所產生的火光和聲響。若使用者在發射時過度驚慌，將影響槍管的方向和子彈發射的準確度，最後會誤傷其他目標，造成人命傷害。最後，視力低下和散光嚴重者亦不宜使用槍械。
故通常手槍只由軍官、警員、特工和特種部隊等受過較長時間正規訓練的人員配備，在軍隊除特種部隊外的基層士兵一般僅備步槍，非前線部隊或步兵外的兵種配以衝鋒槍或卡賓槍。在平民可以輕易合法購槍的國家，一般人也只會買火力較低的槍型防身自衛用。

## 性能指標
要評估一柄優良的手槍的性能可以參考以下的性能指標。一、準確度。二、耐用度。三、威力。四、人體適性。

### 準確度
槍後座力的大小會影響發射精度。一柄可以有效排出火藥氣體的槍械結構可以有效減少後座力。例如德國的HK P7手槍採用氣體延遲式開閉鎖機構，減低了後座的震動，後座力小而準度增加。較長的槍管亦有利精準度。

### 耐用度
耐用度強的槍體必需是結構簡單，零件數目小，易於維修。在風沙，塵土，泥漿及水中等惡劣環境也能正常運作。耐用度高的例子有意大利貝瑞塔92手槍。

### 威力
槍的威力和子彈口徑有莫大關係。威力測試通常在指定距離測量不同槍械對靶的穿透性進行測量。以色列沙漠之鷹型手槍採用.50等型子彈，穿透力在手槍中首屈一指。

### 人體適性
人體適性高的槍械在設計上應以人體工學為基礎，以利槍手使用為大前提。在槍座的設計上，通常使用防滑物料以防槍枝甩手。而保險製，板手應以方便為設計主線。當然，外觀亦影響使用者對槍枝的感覺，金屬感或復古味濃的槍枝在槍迷中往往有很高的評價。

## 最近手槍發展

### 提高威力
在上世紀後期，出現了高威力的沙漠之鷹半自動手槍和史密斯威森M29左輪手槍，其發射的超音速大口徑子彈甚至相當制式突擊步槍子彈的槍口動能。但以上槍型都沒有一般步槍的遠射貫穿力和精度，只限於間中作為供反恐等特種作戰的需要的準確射擊武器，因此沒有成為軍隊的制式武器。
關鍵在於一般手槍子彈初速偏低，造成了彈道不夠平直并降低對較遠目標的貫穿力，即使是高威力的麥林子彈，初速亦不過是每秒四百多米。而傳統上高初速子彈的頸瓶型彈殼，易造成半自動手槍退殼和再填裝的卡彈問題，以及大威力彈藥驟然把火藥氣體在藥室擴張，易損壞手槍結構。
有廠家在不提高槍口動能下，提高實際殺傷力和射程，如比利時Fabrique Nationale設計的半自動手槍Five-seveN，配用同廠推出的FN P90個人防衛武器的5.7×28mm中心底火式子彈，解決方法是在銅質彈殼外塗有聚合物，不但克服因此類彈型高膛壓與彈殼外型造成對傳統半自動手槍的退殼不順，同時也確保彈匣供彈的穩定性，打破了以前只有左輪或單發手槍才能發射的高初速小口徑手槍彈的局面。
史密斯威森在本世紀初更推出，首種能使用大口徑高初速手槍子彈的史密斯威森M500左輪手槍，有超過制式突擊步槍的槍口動能。
還有個別廠家發展能發射步槍子彈的半自動手槍如奧林匹克OA-93手槍，和發射介乎於狙擊步槍和反器材步槍子彈威力的，狩獵用大口徑步槍子彈的左輪手槍，但實用價值存疑。
在個人防衛武器名義下，一些更先進及具有衝鋒手槍特徵的小型槍械問世，這些槍械都設有較為特別的自動機構，能夠在傳統衝鋒手槍的尺寸下達到接近衝鋒槍的連發準確度，包括了德國的MP7、英國的IDW衝鋒槍、奧地利的斯泰爾TMP和格洛克18、義大利的貝瑞塔93R等手槍。

### 保安性手槍
除了增大火力的高科技手槍外，以傳統結構和彈藥的手槍，通常被視為維持治安及自衛武器，為了令用途更加廣泛，因此又開發了一些貫穿力不大而停止作用強的槍彈和專用手槍，如可發射彈頭內安裝霰彈的蛇彈或者炸藥，以適合特別的保安任務，如飛行中的客機上開火時，不足以貫穿機殼和窗戶但可對目標造成嚴重的外傷的產品。
而制式手槍亦有不斷改進其外型以更合乎人體工學設計，如後期型的格洛克手槍和瓦爾特P99手槍有似競賽或運動手槍的握把。